# Bruandella
Bruandella is een geslacht van vlinders van de familie van de zakjesdragers (Psychidae). De wetenschappelijke naam van dit geslacht is voor het eerst voorgesteld door Toyohei Saigusa en Mika Sugimoto in een publicatie uit 2014. 

## Soorten
- Bruandella caucasica (Solyanikov, 1991)
- Bruandella temirlikensis Weidlich, 2006
- Bruandella tshatkalica (Solyanikov, 1991)